# Egan Bernal
Egan Arley Bernal Gómez (Bogotá, 13 de janeiro de 1997) é um ciclista de estrada colombiano que corre pela Índia Grenadiers. Proveniente de uma família residente no município cundinamarquês de Zipaquirá em onde se criou e iniciou no ciclismo, iniciou sua carreira desde muito jovem no ciclismo de montanha competindo em categorias inferiores, onde conseguiu algumas medalhas de prata e bronze nos mundiais de 2014 e 2015 em categoria júnior.
Em 2016, fez a transição ao ciclismo de estrada ao ser contratado pela equipa italiana Androni Giocattoli-Sidermec de categoria Profissional Continental. Durante as temporadas 2016 e 2017 cumpriu com actuações destacadas ganhando a t-shirt do melhor jovem em várias concorrências e alguns triunfos na geral de corridas continentais e o Tour do Porvenir 2017 o que lhe valeu para ser contratado pela equipa Sky britânico de categoria UCI WorldTeam a partir da temporada 2018.
Entre suas conquistas, estão o Campeonato da Colômbia de Ciclismo Contrarrelógio e a Colômbia Oro e Paz ante os melhores ciclistas de seu país. Em 2019, Bernal tornou-se o primeiro latino-americano a ganhar o Tour de France.

## Biografia

### Primeiros anos e início no ciclismo
Bernal nasceu em Bogotá no seio de uma família residente na localidade de Zipaquirá, departamento de Cundinamarca,  constituída por seu pai Alemão, quem foi ciclista de estrada em sua juventude, sua mãe Luz Marinha e dois irmãos, o maior deles Egan. Foi precisamente seu pai quem o iniciou desde os cinco anos no caminho da bicicleta; aos oito anos participou em sua primeira corrida, ganhou-a e o prêmio consistia numa bolsa de formação numa escola de ciclismo onde permaneceu por mais de um ano. Posteriormente centrou-se no ciclo montanhismo baixo a direcção do ex ciclista de rota Fabio Rodríguez iniciando sua trajectória em categorias inferiores baixo a tutela de Rodríguez e a Fundação Mezuena.

### Trajectória em ciclomontanhismo
Em 2011 iniciou sua corrida no ciclismo de montanha (MTB), correndo em várias equipas amateur e profissionais, conseguindo triunfos em categorias júnior e cadete.

#### 2013
Em abril ganhou o Campeonato Panamericano na categoria cadete de MTB em Tucumán, Argentina, foi campeão latino americano cadete em Catamarca, Argentina, campeão nacional prejuvenil B em Colômbia e campeão nacional juvenil em Bacia, Equador.

#### 2014
Obteve uma destacada medalha de prata no Campeonato Mundial de Ciclismo de Montanha em categoria júnior em Hafjell, Noruega, secundando ao dinamarquês Simon Andreassen constituindo na surpresa da jornada por sua escassa experiência a nível internacional; também obteve medalha de bronze no Campeonato Panamericano de Ciclismo de Montanha em Brasil, depois foi medalha de ouro na Copa Nacional AMPM em Cartago, Costa Rica e ocupou o terceiro lugar na Junior Séries realizada em Vermont, USA.

#### 2015
Em março coroou-se campeão pan-americano júnior em Cota, Colômbia, sobrepondose a uma fractura de clavicula que requereu tratamento cirúrgico duas semanas dantes. Foi campeão nas World Junior Séries realizadas em San Dimas, Califórnia, e obteve medalha de bronze no Campeonato Mundial de Ciclismo de Montanha em categoria júnior em Vallnord (Andorra) competição à que chegou desta vez como primeiro no ranking mundial da categoria, escoltando no pódio novamente a Simon Andreassen e ao alemão  Maximilian Brandl.

### Trajectória em ciclismo de estrada

#### 2016
No final de 2015 permaneceu um tempo em Europa com a intenção de enrolar-se numa equipa de rota, foi apresentado a Gianni Savio proprietário da esquadra italiana Androni Giocattoli-Sidermec, de categoria profissional continental que o pôs a prova numa competição de categoria júnior, a Sognando Il Giro delle Fiandre, a ganhou, e imediatamente Savio o contratou por 4 temporadas sem ter cumprido 19 anos e sem ter nenhuma experiência em ciclismo em rota. Alguns meses depois revelou que as provas realizadas no centro de estudos fisiológicos dirigido por Michele Bartoli arrojaram uns valores excepcionais nas provas de consumo máximo de oxigénio (VO2Max) o que confirmava o talento e potencial de seu novo pupilo.
Em fevereiro estreia no ciclismo de estrada na prova francesa por etapas A Méditerranéenne a qual conseguiu terminar e inclusive assinar um top 10 numa das etapas. Tempo depois confessou que adaptar à estrada não lhe foi tão fácil como pareceu, e nesta concorrência em particular na primeira etapa com chuva e baixas temperaturas pensou em abandonar a concorrência. No entanto, os resultados começaram a chegar rapidamente, em março, na Settimana Internazionale Coppi e Bartali ganhou sua primeiro classificação dos jovens, lucro que voltar-se-ia habitual nas carreiras por etapas que correria daí em adiante. Durante a temporada obteve a primeira posição na classificação dos jovens em 4 carreiras, uma delas o prestigioso Giro do Trentino, onde foi capaz de seguir o ritmo dos melhores escaladores e ficar dentro dos 10 melhores na etapa reina. Ademais conquistou a classificação geral do Tour de Bihor em Rumania e uma quarta posição no Tour de Eslovénia e o Tour do Porvenir. Sua equipa ténia a expectativa de participar com Egan no Giro de Itália 2017; no entanto, ao não poder ganhar a Copa de Itália dependia de um convite que finalmente não se deu.

#### 2017
Iniciou a temporada com pé direito ganhando a classificação do melhor jovem na Volta a San Juan, mas foram suas sucessivas actuações na Tirreno Adriático, sua primeiro carreira WorldTour onde lutou pela classificação dos jovens com Bob Jungels, a Settimana Coppi e Bartali e o Tour dos Alpes nas que ganhou a classificação dos jovens se mostrando muito activo nas etapas de montanha, o que acordou o lance por ficharlo entre vários das melhores equipas do WorldTour; isto apesar de se encontrar em seu segundo ano de contrato dos quatro assinados com sua actual equipa e ter que pagar um prêmio dei valorizzazione por conceito de formação ciclística, para poder aceder a seus serviços. Das equipas interessadas era o Team Sky o mais opcionado em ficharlo para a próxima temporada. Na segunda parte da temporada ganhou de maneira categórica o Tour de Saboya e o Tour de Sibiu por ampla margem, mostrando-se igual de intratable no Tour do Porvenir onde bateu claramente a seus rivais ganhando ademais duas etapas. Imediatamente após obtido o título o Team Sky faz oficial seu contrato por esta equipa UCI WorldTeam a partir de 2018; confirmando com isso o que já se fala-va para vários meses. Um dia dantes da confirmação oficial Chris Froome tinha manifestado sua satisfação pela chegada deste jovem escalador a sua equipa. Para final de temporada cumpriu novamente uma actuação destacada como melhor jovem no Giro de Toscana e um 13° lugar em sua primeira clássica no WorldTour, o Giro da Lombardia e a sua vez a última concorrência com sua primeira equipa Androni Giocattoli, para o qual, graças aos pontos obtidos ao longo da temporada na Copa de Itália, lhe permitiu a ganhar e assegurar uma cota para participar no Giro de Itália de 2018.

#### 2018
Seu início de temporada e primeira corrida com sua nova equipa Team Sky foi na Austrália na competição Tour Down Under de categoria WorldTour, indo desta vez como chefe de equipa de uma escuadra muito jovem cumprindo com o objectivo de fazer com a maillot de melhor jovem e ocupando o 6° lugar na classificação geral. Posteriormente regressou ao seu país com a finalidade de participar no os Campeonatos da Colômbia de Ciclismo na cidade de Medellín ganhando a medalha de ouro na modalidade de contrarrelógio e sendo peça finque para sua que colega de equipa Sergio Henao ganhasse a medalha de ouro na prova de estrada. Foi seleccionado pela sua equipa para participar na primeira edição da Colômbia Ouro e Paz de categoria Continental 2.1 como gregário de Sergio Henao, nas etapas de montanha não perdeu tempo e começou a se mostrar mais forte do que o seu chefe de equipa chegando à última etapa com chegada em alto a Manizales com uma desvantagem de poucos segundos com respeito ao líder Nairo Quintana. A faltar quase três quilómetros para a meta lançou um ataque que tomou por surpresa ao grupo dos líderes conseguindo recuperar em meta a sua desvantagem fazendo com o título da prova conformando um pódio de luxo por adiante de seus compatriotas Nairo Quintana e Rigoberto Urán. Em março foi incluído na equipa que devia suportar a seu compatriota Sergio Henao na disputa da sua primeiro prova com a equipa na Europa, a Volta a Catalunha; mostrando-se novamente muito consistente e como o principal rival na classificação geral de Alejandro Valverde ao que secundou na quarta etapa com chegada à Molina. Para a última fracção chegava como segundo na geral e como o melhor dos jovens; no entanto, a má sorte privou-lhe do seu primeiro pódio no World Tour por uma queda perto de meta que lhe ocasionou uma dupla fractura na clavícula e a escápula que obrigá-lo-ia a ausentar-se das estradas por um tempo indeterminado. Por fortuna as fracturas não foram extensas, pelo qual não requereu cirúrgia e foi capaz de retomar cedo os treinamentos para se apresentar ao Tour da Romandia com a equipa, desta vez liderado por Geraint Thomas; foi na terceira etapa, uma crono escalada de 9,8 km, que de maneira surpreendente e ante grandes nomes do pelotão como Steven Kruijswijk, Richie Porte e Primoz Roglic conseguiu o seu primeiro triunfo no World Tour. Ao dia seguinte na etapa reina atacou na ascensão final ao líder Roglic que se mostrou sólido e não cedeu tempo; depois da etapa final Bernal ocupou o segundo lugar no pódio desde a sua queda na Volta a Catalunh e fez-se à classificação de melhor jovem.

#### 2019

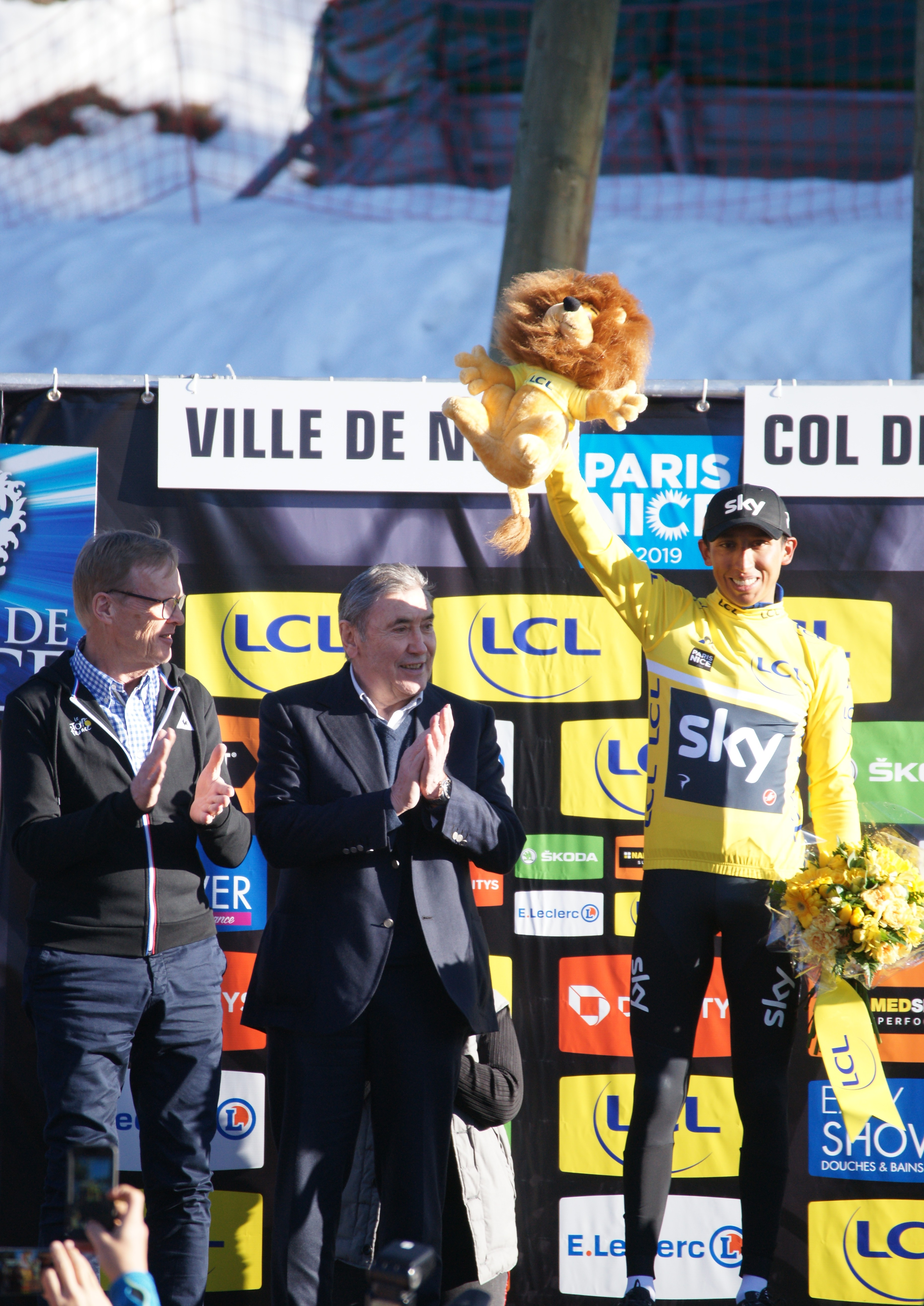
Bernal recebendo a t-shirt de líder na Paris-Nice 2019

Iniciou a temporada um pouco mais tarde que no 2018, tendo em vista sua participação no Giro d'Italia como líder do Team Sky. A sua primeira corrida do ano foi no Campeonato da Colômbia de Ciclismo em Estrada e Contrarrelógio obtendo nesta última prova a medalha de bronze. O seu seguinte cita foi no Tour Colombia em meados de fevereiro como defensor do título obtido o ano anterior, culminando a prova na quarta posição.
Em março incursionó em território europeu competindo na Paris-Nice no papel de gregario do polaco Michał Kwiatkowski. No entanto durante o desenvolvimento da concorrência perdeu pouco tempo, graças a sua destacada atuação nas duas primeiras etapas de leques e a contrarrelógio individual, o que lhe deixou numa boa posição na classificação geral face à única etapa de alta montanha com final no Col de Turini. Isto lhe permitiu fazer à t-shirt de líder na sétima etapa, que defendeu com sucesso na última jornada ante um ataque longínquo de seu compatriota Nairo Quintana, que terminou em segundo lugar da classificação geral com Kwiatkowski terceiro. No final de março corre a Volta à Catalunha com o objectivo de fazer uma boa classificação geral depois de que o ano passado tivesse que abandonar a corrida por uma queda enquanto marchava segundo na geral. Ao finalizar a corrida foi terceiro após lutar a topo a concorrência contra o britânico Adam Yates, que foi segundo, e seu compatriota Miguel Ángel López quem foi o campeão da corrida. Também em março, a estrutura da sua equipa anunciou a mudança de patrocinador a partir de maio de 2019, toda a vez que seu anterior patrocinador, Sky já tinha anunciado desde o ano anterior que patrocinaria à equipa até finais de 2019. A equipa passaria a se chamar Team INEOS patrocinado pela empresa petroquímica Ineos.
Depois de competir na Paris-Nice e a Volta à Catalunha prosseguiu sua preparação para seu objectivo da temporada, o Giro d'Italia, para o que tinha sido designado como chefe de fileiras pela sua equipa; no entanto, uma queda com rutura de clavícula uma semana antes do início da concorrência impediu-lhe participar.
Depois de finalizado o Tour de France, onde saiu campeão, Egan decidiu ceder sua cota e não correr o Campeonato Mundial de Ciclismo em Estrada 2019 a se realizar em Yorkshire (Reino Unido) entre a 22 e a 29 de setembro de 2019. As razões expostas por Egan é que não se sente em condições ideais para representar a Colômbia, pelo que decide ceder sua cota a outro ciclista colombiano que possa representar ao país.

##### Tour de France

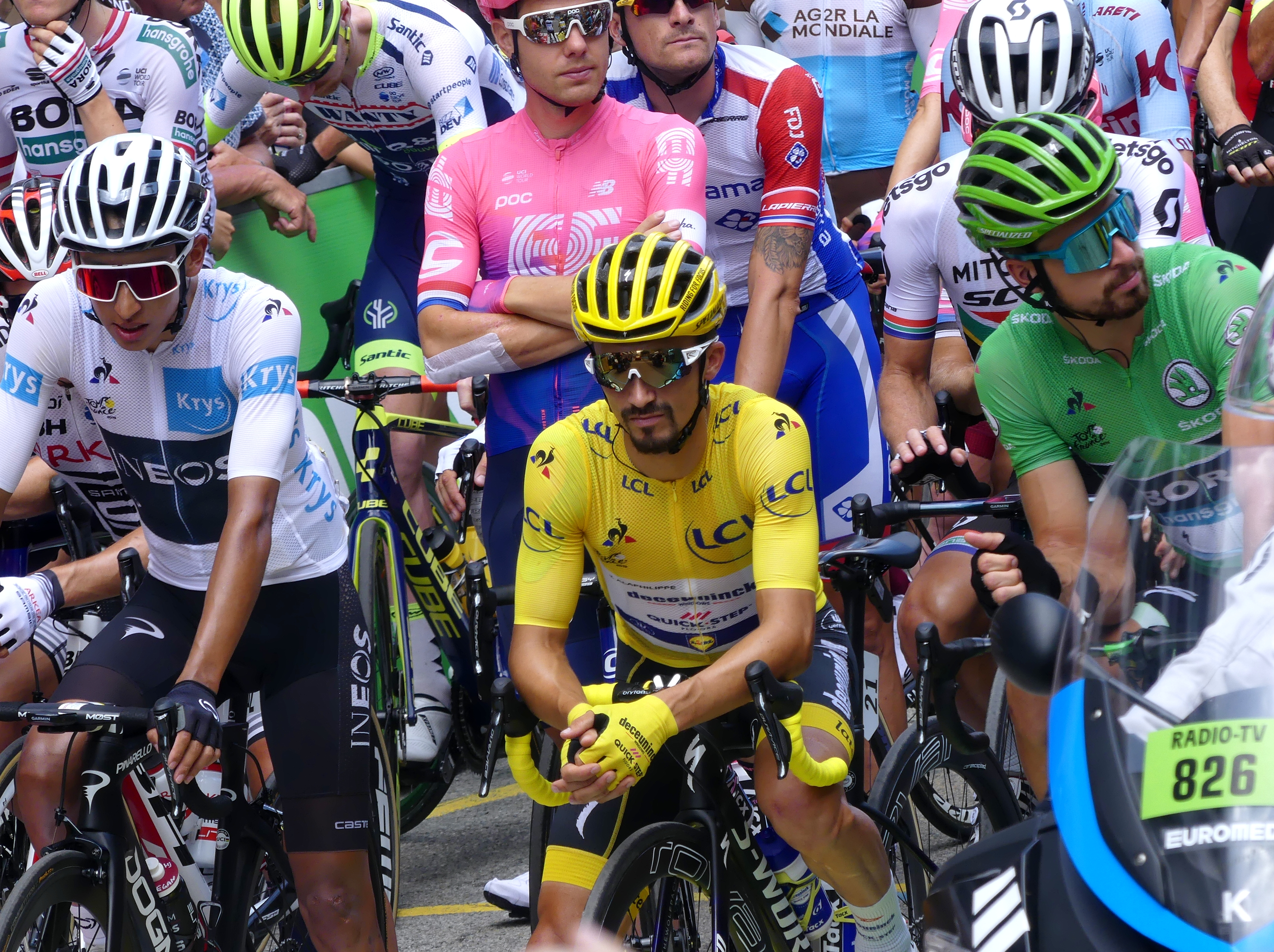
Bernal na partida da etapa 19 junto a Peter Sagan e Julian Alaphilippe

Antes de iniciar o Giro existia o rumor que cumprido este objectivo a sua equipa enviá-lo-ia ao Tour de France como gregário em pós do quinto título de Chris Froome. Com a baixa do Giro e o rápido de sua recuperação da lesão de clavícula esta suposição começou a fazer-se realidade. Como corrida de preparação para o Tour foi enviado junto a Geraint Thomas, vencedor do Tour de France do ano anterior, à Volta à Suíça, enquanto Froome assistia ao Dauphiné. Foi precisamente nesta concorrência onde Froome sofreu uma grave queda que marginá-lo-ia das corridas pelo resto da temporada.
Durante a Volta à Suíça, Thomas também sofreu uma queda na quarta etapa que o obrigou a retirar da corrida, ficando Bernal como primeira linha da sua equipa na concorrência. Foi bem como na sexta etapa fez-se à liderança da corrida, o qual defendeu com sucesso até à nona e última etapa, ganhando no processo a sétima etapa com final no Passo de São Gotardo. Também foi notável a defesa na contrarrelógio individual da oitava etapa ante seu principal rival na concorrência, o australiano Rohan Dennis.

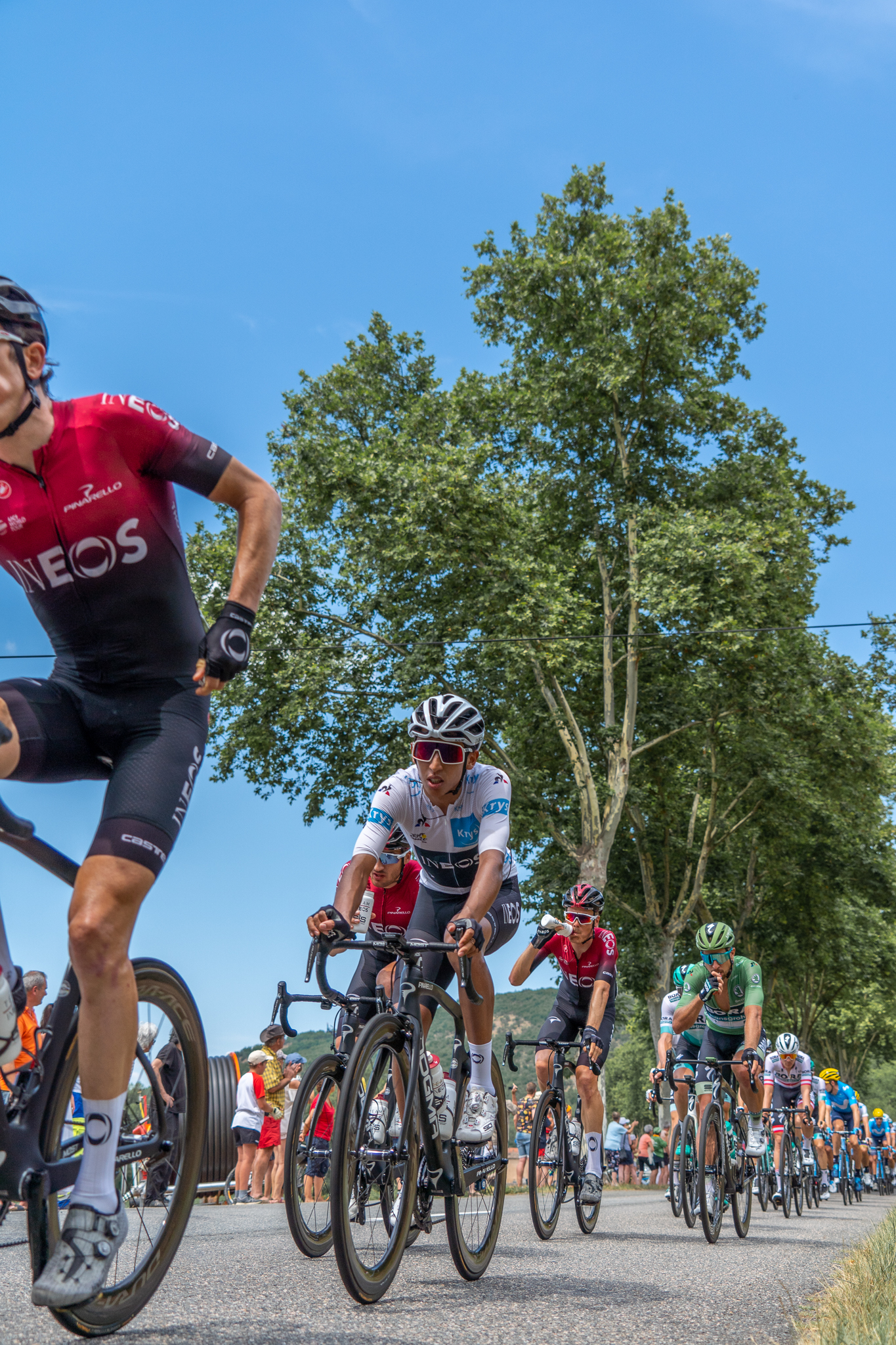
Bernal em corrida vestindo a t-shirt branca de melhor Jovem

Já face ao Tour, a equipa Ineos anunciou que compartilharia liderança com o seu colega Geraint Thomas cujo estado de forma era uma incógnita pelas possíveis sequelas de sua queda na Suíça. Depois da sua rápida recuperação da sua lesão e o triunfo na Suíça os meios especializados outorgavam-lhe a Bernal verdadeiro favoritismo ao triunfo final, ante o qual o mesmo corredor se tirou pressão manifestando que trabalharia para Thomas. Durante as primeiras etapas em linha não cedeu tempo ante os seus rivais para a classificação geral e na contrarrelógio por equipas apenas perdeu poucos segundos ante os integrantes do Jumbo-Visma mas ganhou tempo com respeito ao resto dos seus rivais. Na esperada sexta etapa de montanha com final em La Planche des Belles Filles ingressou com o grupo de favoritos, cedendo alguns segundos com o seu colega Thomas o que inclinava a balança a favor do vigente campeão como líder da equipa. Na décima etapa graças à presença de vento com leques e quedas distanciou aos ciclistas importantes na geral como Pinot, Porte, Fuglsang, Urán, Landa e Benett. Na etapa 13, uma contrarrelógio individual de 27 km teve uma actuação discreta ficando distanciado na geral a 1:26 de seu colega Thomas e a 2:52 do líder Alaphilippe baixando as suas opções para a geral. No entanto, nas etapas de montanha dos Pirenéus se mostrou consistente, recebendo liberdade da sua equipa para fazer a sua corrida à margem de seu colega Thomas que terminou cedendo tempo, o mesmo que o líder Alaphilippe. Depois de concluir a 15.ª etapa já se tinha apropriado da classificação de melhor jovem e se encontrava a 2:02 da liderança e a 27 segundos de Thomas. Chegadas as etapas de alta montanha dos Alpes, Bernal se mostrou como o mais forte dos escaladores, tomando tempo a todos seus rivais na etapa 18 depois da descida do Col du Galibier e ao dia seguinte na etapa 19 com chegada a Tignes onde lançou um ataque a mais de 40 km de meta na ascensão ao Col de l'Iseran; no entanto, a 28 km de meta suspendeu-se a etapa por condições meteorológicas contabilizando os tempos ao passo do l'Iseran onde aventajava perto de um minuto ao grupo de favoritos e em mais de 2 minutos ao ex-líder Alaphilippe. Com estas diferenças vestiu a t-shirt amarela a que conservou sem inconvenientes até Paris depois da penúltima etapa, também reduzida a apenas 59 km por mau clima. No pódio final do Tour, Bernal esteve escoltado pelo seu colega de equipa Geraint Thomas na segunda posição e Steven Kruijswijk no terceiro, convertendo-se no primeiro Latino-Americano em ganhar o Tour de France e com 22 anos o ganhador mais jovem em 110 anos.

#### 2020
Começou a temporada de 2020 ficando segundo no campeonato nacional de estrada e terceiro no de Campeonato da Colômbia de Ciclismo Contrarrelógio; no entanto, a pandemia de COVID-19 terminou afectando o calendário ciclista internacional, obrigando a Bernal e ao resto de corredores profissionais a suspender a sua atividade. Depois de seis meses de recesso, e tendo como objectivo reter o título do Tour de France, adjudicou-se a Estrada de Occitânia incluindo uma vitória de etapa. Ademais, conseguiu o segundo lugar no Tour de l'Ain. Iniciando o Tour, Bernal não começou bem a defesa de seu título, ao perder quase 30 minutos na chegada à etapa 16 de alta montanha, alegando dores nas costas que vinha sofrendo tempo atrás. Antes do arranque na etapa 17 teve que abandonar a prova por estas dores nas costas, o que lhe impediu também de disputar o Mundial de Estrada em Imola. Numa entrevista à ESPN, Egan Bernal revelou que a causa da sua dor de costas era uma escoliose produto de ter uma perna mais longa que a outra, o que aumenta por muito tempo a recuperação dando por terminado o seu ano desportivo.

#### 2021
Conquanto a sua dor de costas não se foi totalmente, o grande objectivo de Ineos para Egan Bernal na temporada é o Giro d'Italia de 2021. Como preparação para a Corsa Rosa, Bernal correu na Estrela de Bessèges; o Tour La Provence e a Strade Bianche, terminando de terceiro na geral de ambas concorrências; e a Tirreno-Adriático, ficando no Top-10, continuando a sua preparação e recuperação em Colômbia antes da sua partida para Itália.

## Palmarés em estrada
- 2016
- Tour de Bihor, mais 1 etapa

- 2017
- Tour de Saboia, mais 2 etapas
- Tour de Sibiu, mais 2 etapas
- Tour de l'Avenir, mais 2 etapas

- 2018
- Campeonato da Colômbia Contrarrelógio
- Colômbia Oro e Paz
  - 1 etapa do Volta à Romandia
- Volta à Califórnia, mais 2 etapas

- 2019
  - 3.º no Campeonato da Colômbia Contrarrelógio
- Paris-Nice
- Volta à Suíça, mais 1 etapa
- Tour de France , mais classificação dos jovens
- Giro do Piemonte
- UCI America Tour

- 2020
  - 3.º no Campeonato da Colômbia Contrarrelógio 
  - 2.º no Campeonato da Colômbia em Estrada
- Estrada de Occitânia, mais 1 etapa[61][62]

- 2021
- Giro d'Italia , mais 2 etapas e classificação dos jovens

## Palmarés MTB
Campeonato Mundial de Ciclismo de Montanha
- Lillehammer-Hafjell de 2014
  - Medalha de prata em Cross country juniors
- Vallnord 2015
  - Medalha de bronze em Cross country juniors

Campeonato Pan-Americano de Ciclismo de Montanha
- Barbacena de 2014[63]
  - Medalha de bronze em Cross country juniors
- Cota 2015
  - Medalha de ouro em Cross country juniors

## Resultados

### Grandes Voltas
| Corrida | Corrida         | 2016 | 2017 | 2018 | 2019 | 2020 | 2021 |
| ------- | --------------- | ---- | ---- | ---- | ---- | ---- | ---- |
|         | Giro d'Italia   | —    | —    | —    | —    | —    | 1.º  |
|         | Tour de France  | —    | —    | 15.º | 1.º  | Ab.  | —    |
|         | Volta a Espanha | —    | —    | —    | —    | —    | —    |

### Voltas menores
| Corrida | Corrida              | 2016 | 2017 | 2018 | 2019 | 2020 | 2021 |
| ------- | -------------------- | ---- | ---- | ---- | ---- | ---- | ---- |
|         | Tour Down Under      | —    | —    | 6.º  | —    | —    | X    |
|         | Paris-Nice           | —    | —    | —    | 1.º  | —    | —    |
|         | Tirreno-Adriático    | —    | 16.º | —    | —    | —    | 4.º  |
|         | Volta à Catalunha    | —    | —    | Ab.  | 3.º  | X    | —    |
|         | Volta à Romandia     | —    | —    | 2.º  | —    | X    | —    |
|         | Critério do Dauphiné | —    | —    | —    | —    | Ab.  | —    |
|         | Volta à Suíça        | —    | —    | —    | 1.º  | X    |      |

### Clássicas e Campeonatos
| Corrida                 | Corrida                 | 2016 | 2017 | 2018 | 2019 | 2020 | 2021 |
| ----------------------- | ----------------------- | ---- | ---- | ---- | ---- | ---- | ---- |
| Strade Bianche          | Strade Bianche          | —    | —    | —    | —    | —    | 3.º  |
| Clássica San Sebastián  | Clássica San Sebastián  | —    | —    | Ab.  | Ab.  | X    |      |
| Giro de Lombardia       | Giro de Lombardia       | —    | 13.º | 12.º | 3.º  | —    |      |
| Colômbia em Estrada     | Colômbia em Estrada     | —    | —    | Ab.  | 25.º | 2.º  |      |
| Colômbia Contrarrelógio | Colômbia Contrarrelógio | —    | —    | 1.º  | 3.º  | 3.º  |      |

—: Não participa 

Ab.: Abandona 

X: Não se disputou

## Recordes e marcas pessoais
- Primeiro ciclista latinoamericano em ganhar o Tour de France (2019).

## Equipas
- Androni Giocattoli-Sidermec (2016-2017)
- Sky/INEOS (2018-)
  - Team Sky (2018-04.2019)
  - Team INEOS (05.2019-08.2020)
  - Ineos Grenadiers (08.2020-)